# Asticta vicioides
Asticta vicioides är en fjärilsart som beskrevs av George Francis Hampson 1926. Asticta vicioides ingår i släktet Asticta och familjen nattflyn. Inga underarter finns listade i Catalogue of Life.